# Yellow Flicker Beat
"Yellow Flicker Beat" är en låt framförd av den nyzeeländska sångerskan Lorde. Låten skrevs av Lorde och Joel Little och producerades av Little och Paul Epworth för filmen The Hunger Games: Mockingjay – Part 1 från 2014. Den släpptes som singel från filmens soundtrack den 29 september 2014 genom Republic Records. Singeln listnoterades i ett flertal länder.

## Inspelning
Låten spelades in den 28 och 29 augusti 2014 vid Lakehouse Recording Studios i Asbury Park, New Jersey.

## Musikvideo
Musikvideon regisserades av kanadensaren Emily Kai Bock.